# Tazza di zaffiro

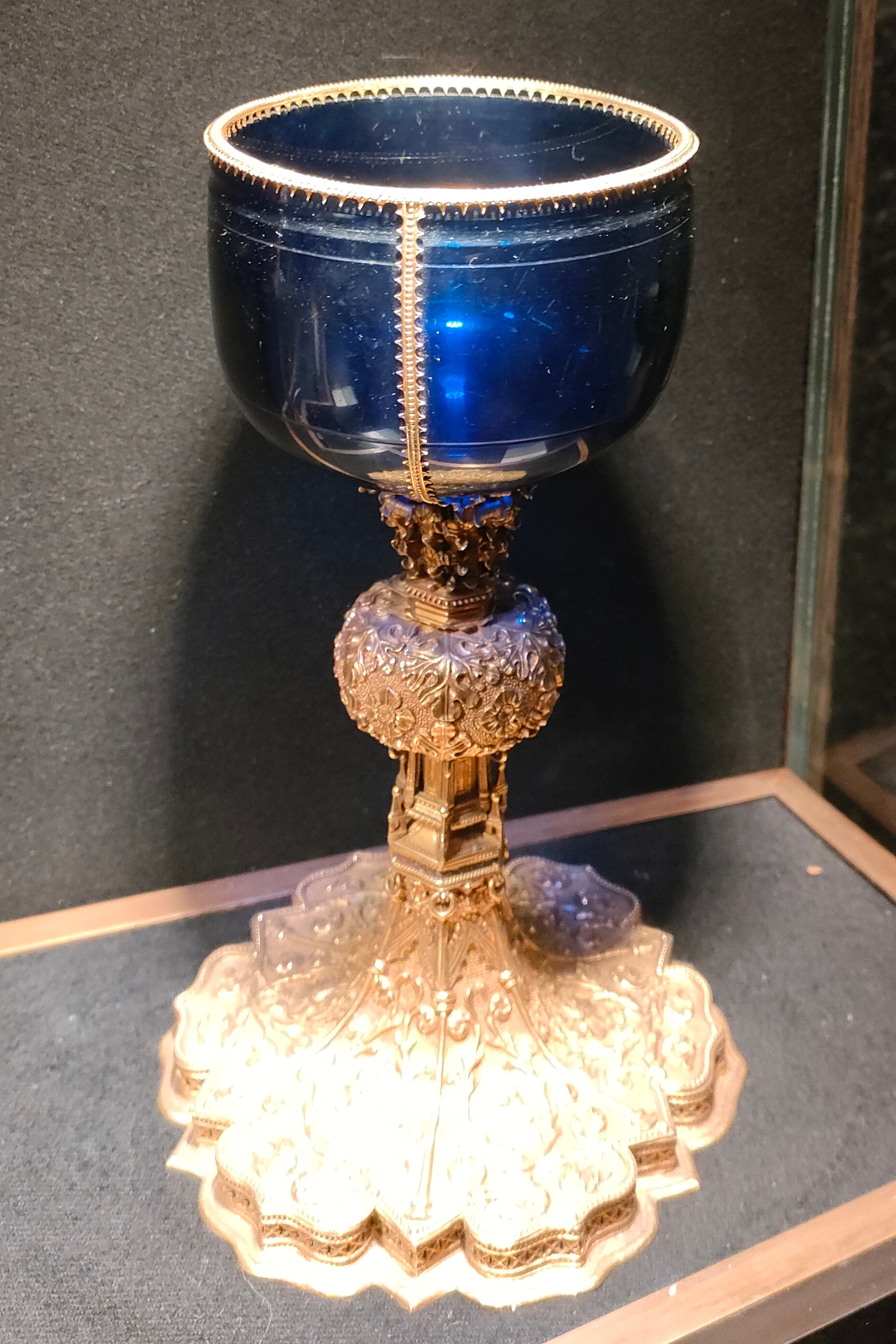

La Tazza di zaffiro è esposta nel Museo del Duomo di Monza

## Storia
Il calice è il cimelio più antico del Tesoro del Duomo di Monza: ritenuto di zaffiro per il suo colore blu intenso, è in realtà una coppa in vetro soffiato e molato ed è un pregevole prodotto dell'arte vetraria romana del I secolo d.C.
La tazza è associata dalla tradizione al ricordo della regina Teodolinda che l'avrebbe usata in occasione della cerimonia del suo fidanzamento con il secondo marito Agilulfo nell'incontro di Lomello (590). 
La tazza di zaffiro fu usata in occasione del brindisi solenne per le incoronazioni di Napoleone I e Ferdinando d'Austria.

## Descrizione
L'elegante fusto rinascimentale in oro cesellato che la sostiene è un'aggiunta della fine del XV secolo.